# 伊巴珠单抗
伊巴珠单抗，是一種非免疫抑制性的，属于融合抑制剂类靶向药物。本品會與人類免疫缺陷病毒（HIV）的主要受體CD4結合，進而抑制病毒進入細胞。

## 藥理學
伊巴珠单抗為一種非免疫抑制性的人源化鼠源性IgG4，属于融合抑制剂类靶向药物。本品會與CD4受體的胞外結合區競爭性結合，進而阻擋HIV病毒上的gp120醣蛋白與CD4結合，進而阻斷病毒進入細胞的過程。
本品與CD4和MHC II分子的結合區不同，目前顯示不會干擾CD4相關的免疫反應。且因屬於IgG4，較不易引起ADCC作用。

## 適應症
本品的第三期試驗顯示在多重抗藥性HIV-1感染患者，本品可以有效降低病毒量，且藥物耐受性良好。2018年3月6日，FDA核准伊巴珠单抗用於多重抗藥性HIV-1患者治療。

## 歷史
本品最早由何大一教授指導下，於艾倫·戴蒙德愛滋病研究中心與Tanox藥廠開發而成。並由Tanox公司完成第一期與第二期臨床試驗，確認藥物的安全性。後來基因泰克（Genetech）公司收購Tanox股權時，2007年9月將本品專利權售予台灣的宇昌生技（今中裕新藥公司）。2016年，本品完成第三期臨床試驗，BLA送件於2017年完成，並於2018年得到美國FDA藥證。2019年9月，本品獲歐盟執委會核准上市。

## 給藥
本品透過靜脈輸注給藥，每14日一劑。可與合適的抗病毒藥物共同給藥。